# なうい洋一のコミカル症候群
なうい洋一のコミカル症候群（なういよういちのこみかるしんどろーむ）は、全国各地のコミュニティFM局で放送されているラジオ番組。2011年8月24日に放送を開始した。
番組キャッチコピーは、「僕たちは【ラジオ】から生まれた。社会の仕組み、文化の愉しさ、科学の広さ、歴史の深さ、恋の仕方、そして、スケベなことまでも。」である。
通称はなういラジオ、なういらじお、コミカル、こみかるらじお、コミシン、なうらじ。

## 概要
前述のとおり、地域FMラジオ放送（コミュニティ放送）を主体に放送されているラジオ番組。コンセプトは「13000万人全員主人公宣言」。テーマは、小さな噺を大きな話題する「贅沢な小ネタ番組」。地域の情報も井戸端会議も伝え方や表現をテーマに番組を構成している。
島根県のエフエムいずもがキー局であるが、番組制作は主に埼玉県にある株式会社イマージュタイムのみどり台スタジオにて収録・編集を行っている。その上、キーステーションとネット局で番組内容が異なる。また、なうい自身は出雲に縁やゆかりはない。

## 内容
なうい洋一が、アンカーと社会時事から身近な話題まで取り上げる。ロケや各オンエア局のスタジオでの収録もある。番組中にはパーソナリティが独りでコメントを伝えるコーナーもある。
番組ジャンルは音楽バラエティであり、パーソナリティ本人が選曲している。ジャンルは洋楽と邦楽にまたがり、最新曲からなつかしのポップスまで幅広い。番組の各タイトルとお題名は、年間を通してシーズンに因んだ事が多い。ただシーズンのタイトルにもうひとひねりしたサブタイトルが付く。同じ週にオンエアされる姉妹番組は連続ドラマの様に構成されている。

## 沿革
- 2011年（平成23年）
  - 8月24日 - エフエムいずもで放送開始。当初は15分番組であった。
  - 11月16日 - 放送時間が30分に拡大される。
- 2016年（平成28年）
  - 7月3日 - FMよっかいち（CTY-FM。三重県四日市市）で放送開始。全国2局目。
  - 7月4日 - エフエムいずもにてワイド版の放送を開始。
  - 8月1日 - エフエムこしがや（埼玉県越谷市）で放送開始。全国3局目。
  - 8月7日 - FMひこね（滋賀県彦根市）で放送開始。全国4局目。
  - 8月24日 - エフエムいずもでの放送が5周年を迎える。
  - 9月5日 - 喜多方シティエフエム（福島県喜多方市）で放送開始。全国5局目。
  - 10月2日 - エフエムい～じゃんおらんだラジオ（山形県長井市）で放送開始。全国6局目。2019年3月期で終了。
  - 10月3日 - FMハーバーステーション（福井県敦賀市）で放送開始。全国7局目。
- 2017年（平成29年）
  - 1月3日 - こしがやFMでの生放送を開始。
  - 4月4日 - こしがやFMでジュニア版の生放送を開始。
  - 5月17日 - FMいずもでの放送回数が通算300回に到達。
  - 6月4日 - DARAZ FM（鳥取県米子市）で放送開始。全国8局目。
  - 7月2日 - FMジャングル（兵庫県豊岡市）で放送開始。全国9局目。
  - 7月3日 - MegaWAVE76.3（岡山県津山市）で放送開始。全国10局目。2020年10月期で終了。
  - 10月1日 - FMからつ（佐賀県唐津市）で放送開始。全国11局目。
- 2018年（平成30年）
  - 1月7日 - Green Pocket（熊本県阿蘇郡小国町）で放送開始。全国12局目。
  - 4月6日 - 島ラジオ壱岐（長崎県壱岐市）で放送開始。全国13局目。
  - 5月6日 - FM丹波（京都府福知山市）およびFMかほく（石川県かほく市）で放送開始。全国14・15局目。FMかほくは2019年6月期で終了。
  - 7月2日 - ラヂオつくば（茨城県つくば市）で放送開始。全国16局目。
  - 9月末 -「なうい洋一のコミカル症候群+（プラス）」が終了。以後、同番組枠は本編のリピート放送となる。
- 2019年（平成31年）4月5日 - FM PiPi（岐阜県多治見市）で放送開始。全国17局目。2021年9月期で終了。
- 2020年（令和2年）- 10月期より、エフエム出雲での「出雲本家」の放送時間が毎週水曜日17時に変更。
- 2021年（令和3年）3月 - エフエムいずもでの放送回数が通算500回に到達。

## 番組種類

### 現行
なうい洋一のコミカル症候群
- 通称：シリーズ「ルール」
- 通称の「本体」は、パーソナリティがプロレス好きなことに由来する。お喋りと音楽を中心に構成される。

なうい洋一のコミカル症候群　本家出雲
- 通称：本家出雲
- 解説：本体ルールとプラスのダイジェスト版。

### 過去
- ハローハッピーこしがやFM「生放送」 - 2017年1月3日開始。火・17:30〜18:00。2017年9月25日で終了。
- ハローハッピーこしがやFM「Gaya-Jr.　生放送」- 2017年4月4日開始。火・17:30〜18:00。2017年6月27日で終了。こしがやFMのスタジオから生放送。スーパーアンカー（小学生）が出演する為に放送枠が増設されたもの。
- なうい洋一のコミカル症候群+（プラス）- 2018年9月期で終了。番組の放送枠は本編のリピート放送になる。

## コーナー
- ノンストップ問うキング
  - 初回放送から続くコーナー。焼鳥店のタレの様に、継ぎ足しのリレー型トーク。社会時事から恋愛の手解きまで取り上げる。
- 名言アワードグランプリ - 年に一度、番組での発言や言葉から優れた「名言」を決定する。
- ゴトーチ百八景 - 全国津々浦々の旅を通して「見た・食べた・笑った」の名場面を紹介する。
- 勉強してみよう
- 相談コーナーって無いよコーナー - リスナーからの悩み事や相談に答える。
- ニュース「気になる記事を見つけました」 - ニュースや話題、季節ネタをセレクトして講釈する。
- 地域ガイドブック - 放送地域の情報をわかりやすく、豆知識を添えて紹介する。各地域の担当者が情報を伝える際はシリーズ「◯◯に行こう」。
- 今日も何かの記念日「365分の一日」
- 朗読 Reading - 各地域のお伽噺、昔話、神話などを朗読する。朗読は与古田千晃。
- 大人の介護 - 介護生活コンサルタントの宮崎詩子がわかりやすく大人の介護を紹介。
- スポーツ - 最新のスポーツから地域スポーツまでスポットをあてる。時には選手へのレポートも放送する。
- コミカル・エンタテインメント・ビジネス - エンタテインメントの情報を紹介するコーナー。大手からその専門担当がコンシエルジュとなる。
- 音楽資料室「ミュージックライブラリー」- なうい洋一が所蔵している音楽資料から選曲した楽曲を紹介する。
- なういランキング - 毎月最終放送日。情報と音楽を掛け合わせたランキング。シーズンや時勢に併せた話題の情報と、独自の視線や情報網からなる音楽の話題。
- なうソゾロ - なうい洋一が選抜されたアンカーと一緒に街や観光地を訪れて、季節の情報や社会時事を話題して漫ろの旅。
- 出張!なうい洋一のコミカル症候群 - スタジオ以外の会場や店舗へ行き、番組を収録形式。
- なうい洋一のプロレス総選挙 - なうい洋一が独断と偏見でプロレスの選手、試合を総選挙する。
- シリーズ日本の忘れ物 - 被災した地域の現状や活動の報告を行う。

## 出演

### パーソナリティ
- なうい洋一（作家・歌手）2011年8月24日〜[注釈 2]

### 聞き手
- 聞き手1号：田中紀松（CROSSOVER）2011年9月〜2011年12月
- 聞き手2号：小迫竜也　2012年1月〜2012年3月
- 聞き手3号：マジケン　2012年4月〜
- 聞き手4号：テリー（OUTSIDE）2012年5月2日〜2013年11月6日
- 聞き手5号：斉藤省悟　2013年11月13日〜
- 聞き手6号：塩原勇　2016年5月〜10月
- 聞き手7号：支配人福田浩一　2016年11月〜
- 聞き手8号：シロー（シローズ）　2017年2月〜
- 聞き手9号：清水啓雄Arthurウりゃ　2017年2月〜
- 聞き手10号：内貴秀　2017年8月〜2018年3月
- 聞き手11号：ジェイソン華山（音楽家）2017年9月〜

### 出演
出演は不定期である。
- 朗読：与古田千晃（女優）2016年7月3日〜
- 介護：宮崎詩子（介護生活コンサルタント）2016年9月4日〜
- 進行：さとう美南　2016年11月〜
- 進行：横井詩織（バレリーナ）2016年12月11日〜
- 進行：kaco（MC）2016年
- 進行：渡邉眞理（お片づけトレーナー）2017年2月〜
- 進行：福満こず枝[注釈 3]　2017年8月〜
- 海津英志：サッカー
- 小林龍之（講談社）：書籍（コミカル・エンタテインメント・ビジネス）
- 鈴木泰山（CRI・ミドルウェア）：電子生活（デジタルライフ）（コミカル・エンタテインメント・ビジネス）
- 藤岡千尋（ゲームクリエイター）：ゲーム（コミカル・エンタテインメント・ビジネス）
- わたなべしょーご（DARAZコミュニティ放送）
- よし（エフエム津山 / MegaWave763）
- ヒデ（エフエム津山 / MegaWave763）
- ボブ斉藤（島ラジオ壱岐）
- 市川貴晴（エフエム小国グリーンポケット）
- 能戸美香（京都FM丹波放送）
- 新江克之（FMかほく）
- 宮嶋宏彰（エフエムたじま　FMジャングル）
- アニキ小林（小林史好）（長野県栄村観光課）2017年3月5、6日[注釈 4]
- マック中原（MACK STYLE）2016年11月
- 石田翠（MACK STYLE）2016年11月
- ギチ　2015年8月
- 島香織　2017年9月　電話出演
- 夢海（島根ゴトーチバンド）　2019年
- 大平俊郎（長野ゴトーチバンド）　2019年
- やすりん（滋賀ゴトーチバンド）　2019年
- KAZU（福岡ゴトーチバンド/The Android Feedback）　2018年
- Nobu-hey!（京都ゴトーチバンド）　2020年
- きんこん（島根県）　2022年
- TSUYOSA（FMからつ）　2022年

## ネット局と放送時間

### なうい洋一のコミカル症候群
| 主な放送対象地域                                    | 放送局                                        | 周波数（FM） | 放送曜日・時間       | リピート放送         | サイマル放送 | 放送開始      | 備考        |
| --------------------------------------------------- | --------------------------------------------- | ------------ | -------------------- | -------------------- | ------------ | ------------- | ----------- |
| 福井県敦賀市                                        | 敦賀FM放送 （ハーバーステーション）           | 77.9MHz      | 日曜日 8:00 - 9:00   | 月曜日 15:00 - 16:00 | 有           | 2016年10月2日 | [ 注釈 5 ]  |
| 三重県 四日市市・菰野町                             | CTY-FM                                        | 76.8MHz      | 日曜日 12:00 - 13:00 | 火曜日 00:00 - 01:00 | 有           | 2016年7月3日  | [ 注釈 6 ]  |
| 兵庫県 豊岡市・養父市 香美町・京丹後市              | エフエムたじま（FMジャングル）                | 76.4MHz      | 日曜日 14:00 - 15:00 |                      | 有           | 2017年7月2日  | [ 注釈 7 ]  |
| 熊本県阿蘇郡小国町                                  | エフエム小国（Green Pocket）                  | 76.5MHz      | 日曜日 14:00 - 15:00 |                      |              | 2018年1月7日  | [ 注釈 8 ]  |
| 島根県 出雲市・松江市                               | エフエムいずも（愛ステーション）              | 80.1MHz      | 日曜日 15:00 - 16:00 |                      |              | 2011年8月24日 | [ 注釈 9 ]  |
| 京都府 福知山市・丹波市                             | 京都FM丹波放送                                | 79.0MHz      | 日曜日 16:00 - 17:00 |                      | 有           | 2018年5月6日  | [ 注釈 10 ] |
| 佐賀県唐津市                                        | FMからつ                                      | 86.8MHz      | 土曜日 21:00 - 22:00 |                      | 有           | 2017年10月1日 | [ 注釈 11 ] |
| 埼玉県 越谷市・草加市 八潮市・三郷市 吉川市・松伏町 | エフエムこしがや （ハローハッピーこしがやFM） | 86.8MHz      | 火曜日 19:00 - 20:00 |                      | 有           | 2016年8月1日  | [ 注釈 12 ] |
| 鳥取県 米子市・日吉津村                             | DARAZコミュニティ放送                         | 79.8MHz      | 日曜日 20:00 - 21:00 | 月曜日 13:00 - 14:00 | 有           | 2017年6月4日  | [ 注釈 13 ] |
| 茨城県 つくば市・土浦市                             | つくばコミュニティ放送 （ラヂオつくば）       | 84.2 MHz     | 月曜日 16:00 - 17:00 |                      | 有           | 2018年7月2日  | [ 注釈 14 ] |
| 福島県喜多方市                                      | 喜多方シティエフエム                          | 76.2MHz      | 月曜日 20:00 - 21:00 |                      | 有           | 2016年9月5日  | [ 注釈 15 ] |
| 長崎県壱岐市                                        | 島ラジオ壱岐（壱岐エフエム）                  | 76.5MHz      | 木曜日 10:00 - 11:00 |                      |              | 2018年4月6日  | [ 注釈 16 ] |

### なうい洋一のコミカル症候群　本家出雲
| 主な放送対象地域     | 放送局                            | 周波数（FM） | 放送曜日・時間                | サイマル放送 | 放送開始      | 備考        |
| -------------------- | --------------------------------- | ------------ | ----------------------------- | ------------ | ------------- | ----------- |
| 島根県出雲市・松江市 | エフエムいずも （愛ステーション） | 80.1MHz      | 水曜日 17:00 - 17:30 （30分） |              | 2011年8月24日 | [ 注釈 18 ] |

### 過去のネット局
- 山形県長井市　おらんだラジオ　終了：2019年3月期
- 石川県かほく市　FMかほく　終了：2019年6月期
- 岡山県津山市　エフエム津山　終了：2020年10月期
- 岐阜県多治見市　FM PiPi　終了：2021年9月期
- 滋賀県彦根市　FMひこね　終了：2024年12月期

## 収録・ロケ
- イマージュタイム - みどり台スタジオ
- 埼玉県春日部市 - ヒューマンサポート春日部中央（多目的ホール内）　イマージュバレエスタジオ　春日部スタジオ
- 埼玉県越谷市 - ハローハッピーこしがやFM
- 三重県四日市市 - BARダブルファンタジー
- 滋賀県彦根市 - FMひこねコミュニティ放送
- 千葉県幕張メッセ - 東京ゲームショウ2017
- 千葉県 - 関宿
- 埼玉県春日部市 - ヘアーカットモモ
- 東京都ビッグサイト - 東京モーターショー2017
- 熊本県阿蘇郡小国
- 三重県津市 - 四日市市
- 長野県駒ヶ根市・ホテル季の川

## スタッフ
- 脚本 - イマイヨーイチ
- 音楽 - なうい洋一、田中紀松
- オープニング音楽 - 手島いさむ／祭囃子〜ゲームトリビュートからファイヤープロレスリングコンビネーションタッグのオープニングテーマ
- エンディング音楽 - 堤秀樹／蝉しぐれ〜our voyage（ゴトーチバンドの祭典エンディング曲）
- プロデュース - 今井洋一
- 制作協力 - アミューズ、ミント、講談社、イーストサウンド、ハートランドスタジオ
- 製作著作 - 株式会社イマージュタイム